# Arrondissement de Bainet
Arrondissement de Bainet (franska: Bainet) är ett arrondissement i Haiti.   Det ligger i departementet Sud-Est, i den sydvästra delen av landet, 60 km sydväst om huvudstaden Port-au-Prince. Antalet invånare är 166 890. Arean är 463 kvadratkilometer.
Terrängen i Arrondissement de Bainet är kuperad åt sydväst, men åt nordost är den bergig.
Arrondissement de Bainet delas in i:
- Bainet
- Côtes-de-Fer